# Against All Flags
Against All Flags is een film uit 1952 onder regie van George Sherman.

## Verhaal
De film speelt zich af in de Indische Oceaan in de buurt van Madagaskar. Brian Hawke probeert vanuit de Engelse marine undercover te gaan in de piratenwereld, maar Prudence 'Spitfire' Stevens en kapitein Roc Brasiliano hebben zo hun twijfels aan zijn oprechtheid als piraat.

## Rolverdeling
| Acteur          | Personage                   |
| --------------- | --------------------------- |
| Errol Flynn     | Brian Hawke                 |
| Maureen O'Hara  | Prudence 'Spitfire' Stevens |
| Anthony Quinn   | kapitein Roc Brasiliano     |
| Alice Kelley    | prinses Patma               |
| Mildred Natwick | Molvina MacGregor           |
| Robert Warwick  | kapitein Kidd               |

## Trivia
- Het personage Roc Brasiliano is gebaseerd op de historische figuur Rock de Braziliaan. Deze heeft echter niet in de Indische Oceaan gevaren, maar in de Caribische Zee.